# Mexican Beauty
Pour plus de détails, voir Fiche technique et Distribution.
Mexican Beauty ou L'impasse des miracles (El callejón de los milagros) est un film mexicain réalisé par Jorge Fons, inspiré du roman homonyme de Naguib Mahfouz et sorti en 1995.

## Synopsis
L'impasse des miracles est le cadre où s'entrecroisent les vies d'une dizaine de personnages en plein cœur de Mexico. Don Ru, tenancier de cantina lassé de son mariage avec Eusebia, découvre de nouveaux émois. Le coiffeur Abel et l'antiquaire don Fidel sont amoureux d'Alma, la fille d'une voyante. Et Susanita, la propriétaire de l'immeuble où vivent la plupart des personnages.

## Fiche technique
- Titre original : El callejón de los milagros
- Titre français : Mexican Beauty ou L'impasse des miracles
- Réalisation : Jorge Fons
- Scénario : Vicente Leñero, tiré du roman Passage des Miracles de Naguib Mahfouz
- Production : Gerardo Barrera et Alfredo Ripstein, Jr.
- Photographie : Carlos Marcovich
- Montage : Carlos Savage
- Son : David Baksht
- Musique : Lucía Álvarez
- Pays d'origine :  Mexique
- Durée : 140 minutes
- Genre : Drame urbain
- Dates de sortie :
  -  Mexique : 5 mai 1995
  -  États-Unis : 6 mars 1998

## Distribution
- Ernesto Gómez Cruz
- María Rojo
- Salma Hayek
- Bruno Bichir
- Delia Casanova
- Daniel Giménez Cacho
- Claudio Obregón
- Luis Felipe Tovar
- Tiaré Scanda
- Margarita Sanz
- Juan Manuel Bernal
- Esteban Soberanes, Óscar Yoldi, Abel Woolrich, Gina Morett, Eugenia Leñero, Álvaro Carcaño, Eduardo Borja, Fernando García

## Récompenses
- Meilleur scénario, meilleure réalisateur, meilleur acteur, meilleure actrice, meilleure musique aux Prix Ariel de Mexico en 1995.
- Mention spéciale au Festival de Berlin en 1995.
- Gran Coral au Festival de La Havane en 1995.
- Prix Goya du meilleur film étranger en langue espagnole en 1996.
- Mention spéciale au Festival du Film Latinoaméricain de Toulouse en 1996.